# 拉依額木別克區
拉依額木別克區是哈薩克斯坦的行政區，位於該國東南部，由阿拉木圖州負責管轄，首府設於纳林果勒(42°43′28″N 80°10′21″E / 42.724444°N 80.1725°E)，該區始建於1936年，面積14,200平方公里，2013年人口79,624。